# Нойдорф
Нойдорф (от нем. Neudorf — новая деревня) — район в Стрельне, на территории которого построен технопарк.

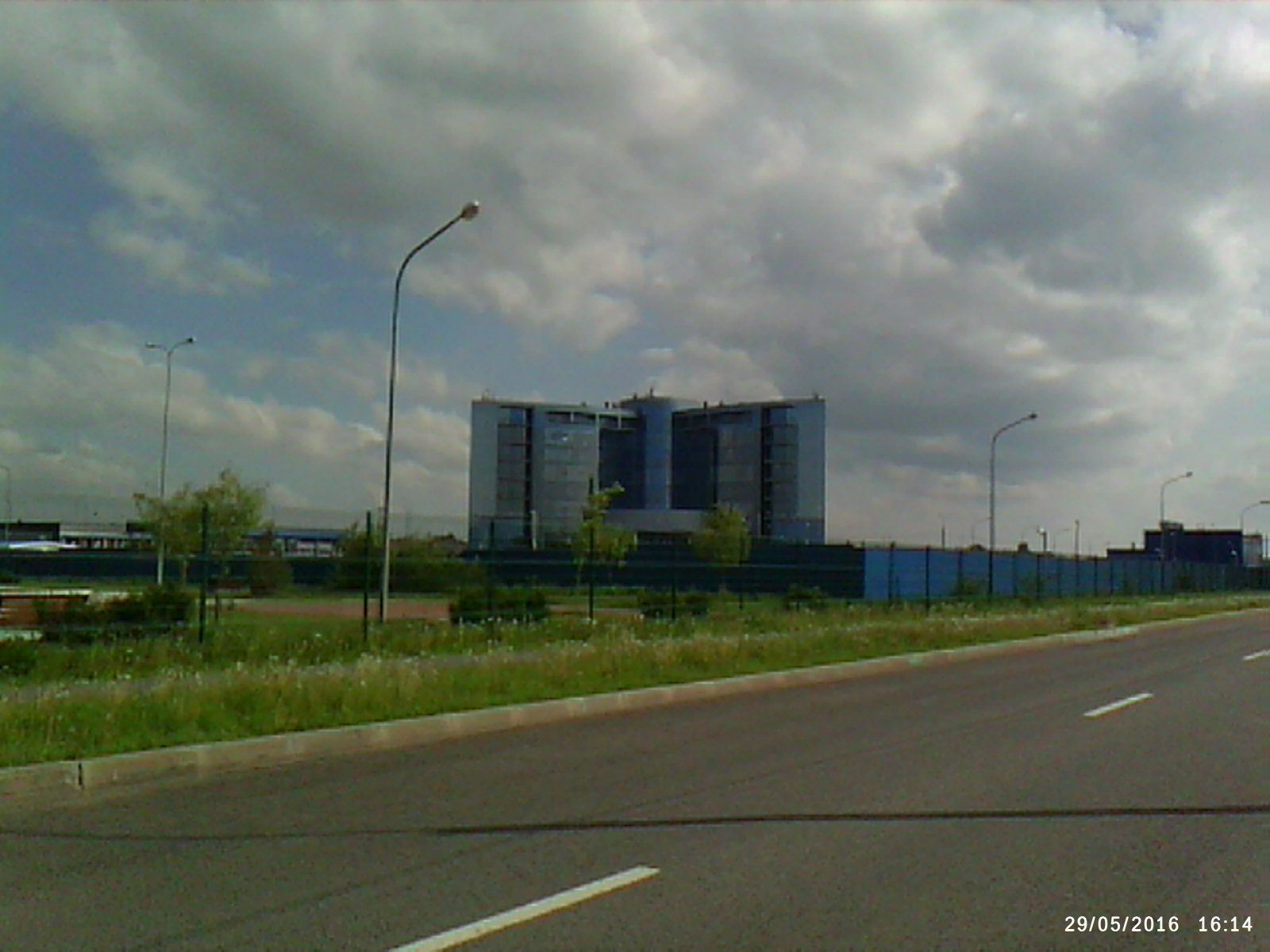
Особая экономическая зона «Нойдорф», общий вид

Общая площадь участка, на котором расположился технопарк, составляет 18,99 гектаров.
Технопарк включает в себя ряд объектов недвижимости и специализированной инфраструктуры, там размещаются предприятия и научные лаборатории, специализирующиеся в сфере разработки и распространения наукоёмкой и высокотехнологичной продукции, автоматизированных систем управления технологическими процессами энергетики, фармацевтики, информационных технологий, средств связи и телекоммуникации, программного обеспечения и т. д. Территория технопарка огорожена забором с надписями «Зона таможенного контроля».

## История
В соответствии с Постановлением Правительства Российской Федерации от 21 декабря 2005 года № 780 на территории Санкт-Петербурга была создана Особая экономическая зона технико-внедренческого типа. Она включает в себя два участка: «Нойдорф» в поселке Стрельна Петродворцового района Санкт-Петербурга общей площадью 18,99 га и «Новоорловская» в Приморском районе Санкт-Петербурга площадью 163,33 га.
20 июля 2010 года состоялось открытие площадки «Нойдорф». Присутствовавшая на церемонии министр экономического развития РФ Эльвира Набиуллина подчеркнула, что приоритетным направлением для ОЭЗ должно стать формирование фармацевтического кластера. Также, по ее словам, основными направлениями работы в «Нойдорфе» будут приборостроение, микроэлектроника и информационные технологии.
К концу 2011 года земельные участки площадки «Нойдорф» были полностью распроданы. Договоры аренды заключены с 8 компаниями на общую площадь порядка 3 тыс. кв. м. Компании, проекты которых не предполагают аренду участков, смогут разместиться в Центре трансфера технологий общей площадью 15 тыс. кв. м, который будет построен в «Новоорловской» к концу 2012 года. 
В 2013 году была построена и запущена первая очередь завода по выпуску фармацевтической продукции компании «Биокад».

## Показатели эффективности
За 10 лет особая экономическая зона «Санкт-Петербург», по словам председателя Комитета по промышленной политике и инновациям Санкт-Петербурга Максима Мейксина, вышла на 100% эффективность.
ОЭЗ «Санкт-Петербург» стала победителем в номинации «Лучшая особая экономическая зона 2018 года в Европе по привлечению крупных резидентов» рейтинга, который составило международное аналитическое издание Foreign Direct Investment Intelligence (FDI) — подразделение Financial Times. 
Общий объем инвестиций с 2010 по 2018 год составил 35,5 млрд руб., из них 4,1 млрд руб. инвестировано резидентами за шесть месяцев 2018 года. 